# Романьяно-Сезія
Романьяно-Сезія (італ. Romagnano Sesia, п'єм. Romagnan) — муніципалітет в Італії, у регіоні П'ємонт, провінція Новара.
Романьяно-Сезія розташоване на відстані близько 530 км на північний захід від Рима, 85 км на північний схід від Турина, 28 км на північний захід від Новари.
Населення — 4008 осіб (2014).

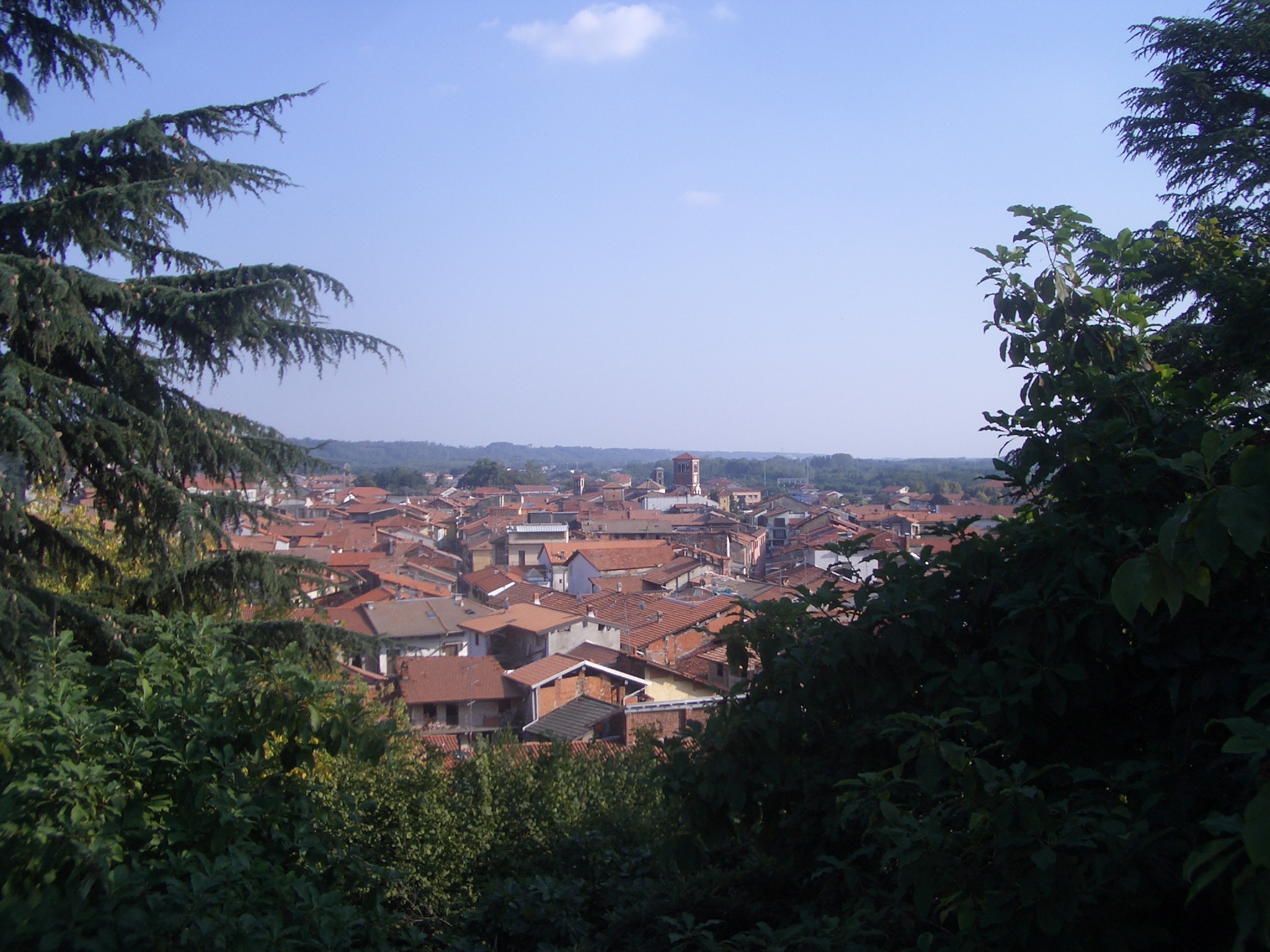

Щорічний фестиваль відбувається 10 липня. Покровитель — San Silvano.

## Демографія
Населення за роками:

Станом на 1 січня 2023 року в муніципалітеті офіційно проживав 341 іноземець з 37 країн, серед них 73 громадяни країн Євросоюзу та 53 громадяни України.

## Сусідні муніципалітети
- Кавалліріо
- Фонтането-д'Агонья
- Гаттінара
- Гемме
- Прато-Сезія
- Серравалле-Сезія